# På tur med far - Pappabilens fødselsdag 6:6
|  | Denne artikel er oprettet af botten Steenthbot ud fra en ekstern database. Den kan derfor have sproglige fejl eller mangler. Denne skabelon kan fjernes efter kontrol af indholdet. |

På tur med far - Pappabilens fødselsdag 6:6 er en dansk dokumentarfilm fra 2018 instrueret af Laurits Munch-Petersen.

## Handling
Iris elsker at tage på tur med sin far, for under køreturen har hun ham helt for sig selv. Iris og far finder ud af, at Pappabilen har fødselsdag og beslutter sig for at den skal have en gave. Iris synes at de skal lave et kæmpestort maleri af Pappabilen, lige så stort som selve bilen! Men det får de måske svært ved at klare alene, er der nogen der kan hjælpe dem? Måske Farfar, han er jo maler?

## Medvirkende
- Laurits Munch-Petersen, Far
- Iris Munch-Petersen, Datter